# Остров Рожкова
Остров Рожкова — северный остров архипелага Новая Земля в Баренцевом море Северного Ледовитого океана. Расположен у западного побережья острова Северный, между заливом Кривошеина и бухтой Беспокойная. Административно входит в Архангельскую область России.
Обнаружен у западного побережья Новой Земли экспедицией МЧС России в 1999 году.
Безымянный остров решили назвать в честь Андрея Рожкова, спасателя международного класса МЧС России, трагически погибшего на Северном полюсе в 1998 году и которому посмертно было присвоено звание Героя России.
16 мая 2001 года Постановлением правительства РФ безымянному острову присвоено именование «остров Рожкова» в память о Герое Российской Федерации А. Н. Рожкове.
В 2015 году на острове побывала гидрографическая экспедиция Северного флота.